# Anki

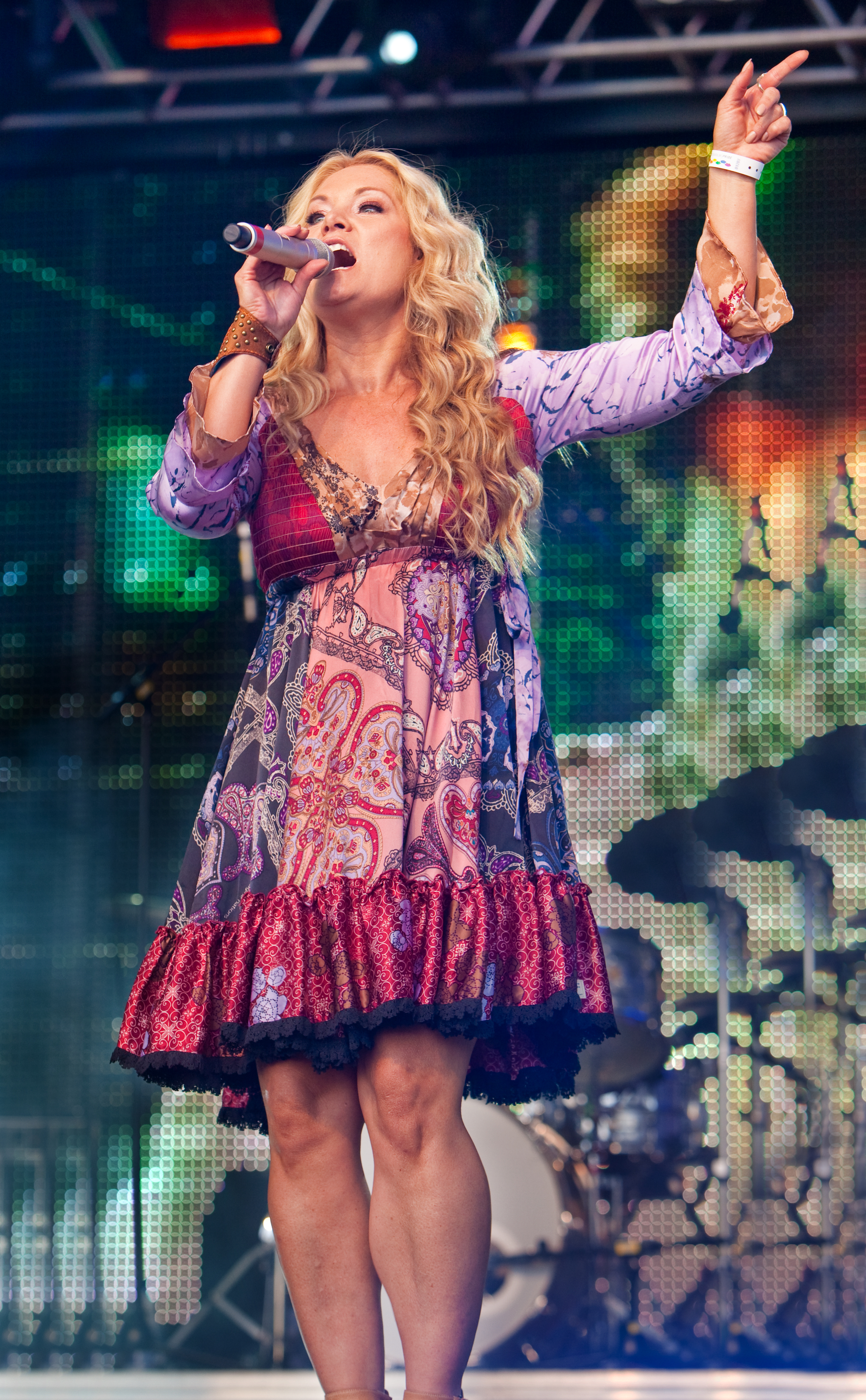
Ankie Bagger

Anki (eller Ankie) är ett kvinnonamn, uppkommet som en kortform av Ann-Katrin, Ann-Kristin eller Ann-Charlotte, men är numera ett registrerat namn i Sverige.[källa behövs]
Den 31 december 2014 fanns det totalt 377 kvinnor folkbokförda i Sverige med namnet Anki, varav 313 bar det som tilltalsnamn.
Namnsdag i Sverige: saknas

## Personer med namnet Anki
- Anki Ahlsten, svensk politiker (v)
- Anki Albertsson, svensk skådespelare
- Ankie Bagger, svensk sångerska
- Anki Edvinsson, svensk tv-programledare
- Anki Larsson, svensk skådespelare
- Anki Lidén, svensk skådespelare
- Anki Rahlskog, svensk skådespelare

## Fiktiva personer
- Anki Jönsson, fiktiv karaktär i Bert-serien
- Anki Anka, fiktiv tecknad figur i Duck Tales
- Anki, den pratande tygankan i barnprogrammet Anki & Pytte

## Företaget
- Anki, finskt väveri